# Indian Creek (Toledo District)
Indian Creek ist ein Ort im Toledo District von Belize.
2010 hatte der Ort 721 Einwohner, hauptsächlich Angehörige des Volkes der Kekchí.

## Geografie
Der Ort liegt am Southern Highway zwischen Silver Creek (Belize) und Golden Stream im Norden.
In der Nähe des Ortes liegen die Ruinen Nim Li Punit. Der gleichnamige Fluss Indian Creek mündet bei Golden Stream in den Golden Stream.

## Klima
Nach dem Köppen-Geiger-System zeichnet sich durch ein tropisches Klima mit der Kurzbezeichnung Af aus.